# Dscha'far ibn Yahya
Dschafar ibn Yahya (arabisch جعفر بن يحيى, auch Dscha'far, der Barmakide, geb. 767; gest. 803) war ein Mitglied der einflussreichen Dynastie der Barmakiden und ein Wesir des fünften Abbasiden-Kalifen Harun al-Raschid (766–809, reg. 786–809).
Dscha'far ist eine vielfach in den Geschichten aus Tausendundeiner Nacht auftretende literarische Figur. In weiterer kultureller Rezeption tritt die Figur des Wesirs Dscha'far wiederholt als böser Antagonist auf, darunter in bekannten Filmen wie Der Dieb von Bagdad (1940), dem Zeichentrickfilm Aladdin (1992) und dessen Realverfilmung.

## Leben
Dscha'far war einer der Söhne des einflussreichen Wesir Yahyā ibn Chālid. Zusammen mit seinem Bruder Fadl vertrat Dscha'far zeitweise seinen Vater als Wesir.
In der Nacht zum 29. Januar 803 ließ der Kalif Harun al-Raschid Dschaʿfar ohne jedes gerichtliche Verfahren plötzlich enthaupten. In der gleichen Nacht schickte er Leute, die seinen Vater Yahyā, dessen übrige Söhne, seine Mawālī und sonstigen Bediensteten festnahmen.

## Dscha'far als fiktionale Figur

### Tausendundeine Nacht
Dscha'far ist eine vielfach auftretende Figur in den Geschichten aus Tausendundeiner Nacht, zumeist als Begleiter des Kalifen Harun al-Raschid. Unter anderem tritt er in den folgenden Geschichten auf (sortiert nach Nummerierung in der Arabian Nights Encyclopedia)
- Die Sklavin Anis al-Dschalis (ANE 35)
- Geschichte Harun al-Raschids mit dem Qadi Abu Yusuf (ANE 75)
- Geschichte des Arabers mit den Bohnen (ANE 77)
- Das wunderbare Augenheilmittel (ANE 129)
- Harun al-Raschid und die junge Beduinin (ANE 215)
- Die Liebenden von Medina (ANE 222)
- Die Sklavin Sitt al-Milah und Nur al-Din (ANE 341)[2][3]
- Ali Chawadscha und der Kaufmann aus Bagdad (ANE 354)

### Weitere Rezeption
Die Figur des Wesirs Dscha'far – der oft zudem ein Zauberer ist – ist eine in der Populärkultur wiederholt auftretende, zumeist als bösartig antagonistisch auftretende Gestalt. So etwa in:
- Der Dieb von Bagdad (1940), wo der böse Wesir Dscha'far (gespielt von Conrad Veidt) den Kalifen stürzt, um dessen Platz einzunehmen.
- Das goldene Schwert (1953), wo Dscha'far (gespielt von George Macready), wo er versucht den Kalifen Harun al-Raschid (gespielt von Rock Hudson) zu stürzen.
- Im 1989 erschienenem Videospiel Prince of Persia (1989), tritt der Magier Dscha'far auf, der versucht den Sultan zu stürzen und die Prinzessin zu zwingen, ihn zu heiraten.
- Im 1992 erschienenem Disney-Zeichentrickfilm Aladdin versucht der Wesir Dscha'far mit Hilfe der Wunderlampe ebenfalls die Macht an sich zu reißen, um Sultan von Agrabah zu werden. Als dies ihm nicht gelingt, will er die Prinzessin Jasmin heiraten. Als ihm die Lampe schließlich doch in die Hände fällt, macht er die Prinzessin zu seiner Sex-Sklavin, wird jedoch letztlich durch einen Trick überlistet und als Dschinni in eine andere Wunderlampe gesperrt.
- In Disneys Dschafars Rückkehr (1994), der Fortsetzung von Aladdin (1992), gelingt es Dscha'far sich aus der Wunderlampe zu befreien, wobei er versucht an Aladdin und Jasmin Rache zu nehmen.
- In Disneys Remake-Realverfilmung Aladdin (2019) versucht Dscha'far als Wesir die Macht an sich zu reißen.